# Luigi Ridolfi (agronomo)
Luigi Ridolfi, marchese di Montescudaio (Firenze, 27 aprile 1824 – Scandicci, 6 maggio 1909), è stato un agronomo, politico e accademico italiano, senatore del Regno d'Italia dal 1876.

## Biografia
Primo di tre figli, Luigi nacque a Firenze nel 1824 da Cosimo Ridolfi e da Luisa Guicciardini. A dieci anni iniziò a studiare presso l'Istituto Agrario di Meleto, fondato dal padre proprio in quegli anni, per poi proseguire gli studi a Firenze.
Nel 1841 si iscrisse alla facoltà di scienze fisiche e matematiche dell'Università di Pisa dove, grazie agli studi fatti presso l'Istituto di Meleto, venne ammesso direttamente al terzo anno. Si laureò il 5 luglio 1844.
Il giugno 1851 si sposò con Giulia Gentile-Farinola, con cui ebbe tre figli: Giovanni Battista, Carlo e Giovanfrancesco.
Appassionato e studioso di agronomia, fu molto legato all'Accademia dei Georgofili. Il 12 marzo 1871 ne fu eletto presidente, carica che mantenne fino alla sua morte. Partecipò inoltre alla creazione dell'Istituto agrario delle Reali Cascine dell'Isola nel 1859 e, nel 1867, del Comizio agrario fiorentino, di cui fu il primo presidente nel 1871.
Durante la sua vita ricoprì numerosi incarichi pubblici, tra cui quello di direttore della Cassa di Risparmio di Firenze dal 1855 al 1865, direttore della Zecca toscana nel 1861, direttore delle Regie Possessioni, direttore della sede fiorentina della Banca toscana di credito per l'industria e il commercio dal 1863 al 1893, presidente dello Spedale degli Innocenti fino al 1905, membro del consiglio direttivo dell'Istituto di studi superiori pratici e di perfezionamento di Firenze, consigliere comunale a Firenze a partire dal 1865 e senatore del Regno dal febbraio del 1876.